# Janez Lipec
Janez Lipec (tudi Lipez), slovenski kipar, * 15. stoletje. Deloval je v Ljubljani.
Lipec je ustvarjal v gotskem in renesančnem slogu.